# Rolando Ghisani
Rolando José Ghisani (n. 1 de febrero de 1926 - 6 de mayo de 2016) fue un aviador militar argentino. Con el rango de brigadier (R) de la Fuerza Aérea Argentina e integrante del servicio de inteligencia aeronáutico, fue designado gobernador de la provincia de Mendoza por el Proceso de Reorganización Nacional, entre el 15 de febrero de 1980 y el 20 de enero de 1982, además de embajador en Italia.

## Carrera
Se había desempeñado como Embajador argentino en Italia. Desde su puesto, con la ayuda de Licio Gelli, según relata Horacio Verbitsky, logró gestionar una visita oficial de Jorge Rafael Videla al país europeo.
Fue vocal del Consejo Supremo de las Fuerzas Armadas entre 1974 y 1976.
El 13 de febrero de 1980 el presidente (de facto) Jorge Rafael Videla lo nombró gobernador de la Provincia de Mendoza a partir del 15 de febrero (Decreto N.º 357, publicado el 19 de febrero de 1980). Reemplazó al brigadier mayor Jorge Sixto Fernández, quien había dimito al cargo.
El 29 de marzo de 1981, fue confirmado en el cargo por Roberto Eduardo Viola —con el acuerdo de la Junta Militar.
Su gabinete provincial tuvo como experimento nombrar únicamente a civiles, principalmente del Partido Demócrata. Su gobierno no pudo contener violentas manifestaciones y terminó dejando el poder a un civil, Bonifacio Cejuela (el 20 de enero de 1982), hasta ese entonces al frente del Instituto Nacional de la Vitivinicultura, miembro del PD, cuando Amadeo Frúgoli, político mendocino cercano a Leopoldo Galtieri, le sugirió nombrar a éste.